# Нерет, Жозеф
Жозеф-Камильен Нерет (фр. Joseph Camilien Nérette; 9 апреля 1924, Порт-о-Пренс, Гаити — 29 апреля 2007, Порт-о-Пренс, Гаити) — временный президент Гаити (1991—1992).

## Биография
Окончил факультет права и экономики в Université d’Etat.
В 1950—1960 годах — учитель истории, испанского языка и математики в г. Энш. В 1961 году непродолжительное время работал заместителем комиссара правительства Энша. В 1961—1971 годах — преподаватель математики в лицее Туссен-Лувертюра в Энше.
В 1971—1978 годах — заместитель правительственного уполномоченного в суде по гражданским делам (Tribunal Civil),
В 1978—1988 годах — на аналогичной должности в Кассационном суде (Cour de Cassation).
С 1988 года — судья Кассационного (верховного) суда.
После свержения Жана-Бертрана Аристида в октябре 1991 года военная хунта передала ему как председателю Верховного суда полномочия временного президента Гаити (в соответствии с конституцией), оставался на этом посту до июня 1992 года.
После ухода с поста временного главы государства покинул большую политику.
Умер от рака лёгких в Порт-о-Пренсе 29 апреля 2007 года в возрасте 83 лет.